# George Wythe Randolph
Pour les articles homonymes, voir Randolph.
George Wythe Randolph, né le 10 mars 1818 et mort le 3 avril 1867, était un général et homme politique confédérés.

## Biographie
Il est né à Monticello près de Charlottesville en Virginie. Sa mère Martha Jefferson Randolph était la fille du président Thomas Jefferson et son père était Thomas Mann Randolph junior.
Il étudie à Cambridge (Massachusetts). Il sert dans l'United States Navy de 1831 à 1839 et étudie à l'Université de Virginie, devenant avocat.
Le 10 avril 1852, il se marie avec Mary Elizabeth Adams Pope, ils n'auront pas d'enfant.
Il est admis au barreau de Virginie à Charlottesville en 1840. En 1849, il se déplace dans la capitale de Richmond. La Confédération forme la sécession des États-Unis, divisés en deux camps. Il fait partie de la délégation du sud envoyé à Washington qui rencontre le président Abraham Lincoln le 12 avril 1861.
Dans l'armée confédérée, il sert comme un colonel de l'artillerie lors de la bataille de Big Bethel. Il est promu général de brigade le 12 février 1862.
Le 18 mars 1862, il est nommé par secrétaire à la guerre Jefferson Davis. Il démissionne le 17 novembre 1862 du fait de sa mauvaise santé : il a la tuberculose.
En 1864, il emmène sa famille en exil en Europe, en Angleterre et en France. Ils retournent en Virginie en 1866. Il meurt de la tuberculose en mars 1867. Il est enterré à Monticello dans le cimetière de la famille Jefferson.